# Saltos ornamentais no Campeonato Europeu de Esportes Aquáticos de 2014 - Trampolim 3 m individual feminino
A prova do trampolim 3 m individual feminino dos saltos ornamentais no Campeonato Europeu de Esportes Aquáticos de 2014 foi realizada no dia 24 de agosto em Berlim, na Alemanha. 

## Calendário
| Fase       | Data         | Hora  |
| ---------- | ------------ | ----- |
| Preliminar | 24 de agosto | 12:00 |
| Final      | 24 de agosto | 18:00 |

Todos os horários estão no horário local (UTC+1)

## Medalhistas
| Ouro                   | Prata                | Bronze                 |
| Nadezhda Bazhina (RUS) | Tania Cagnotto (ITA) | Nora Subschinski (GER) |

## Resultados
Esses foram os resultados da competição.
| Pos.              | Saltadora           | Nacionalidade | Preliminar | Preliminar | Final  | Final |
| Pos.              | Saltadora           | Nacionalidade | Pontos     | Pos.       | Pontos | Pos.  |
| ----------------- | ------------------- | ------------- | ---------- | ---------- | ------ | ----- |
| Medalha de ouro   | Nadezhda Bazhina    | Rússia        | 309.45     | 3          | 322.80 | 1     |
| Medalha de prata  | Tania Cagnotto      | Itália        | 321.45     | 1          | 318.25 | 2     |
| Medalha de bronze | Nora Subschinski    | Alemanha      | 293.85     | 7          | 317.90 | 3     |
| 4                 | Tina Punzel         | Alemanha      | 273.60     | 10         | 314.20 | 4     |
| 5                 | Uschi Freitag       | Países Baixos | 298.80     | 5          | 306.45 | 5     |
| 6                 | Viktoriya Kesar     | Ucrânia       | 311.00     | 2          | 302.20 | 6     |
| 7                 | Hannah Starling     | Reino Unido   | 280.75     | 9          | 297.40 | 7     |
| 8                 | Anastasiya Nedobiga | Ucrânia       | 286.80     | 8          | 294.70 | 8     |
| 9                 | Inge Jansen         | Países Baixos | 300.00     | 4          | 288.30 | 9     |
| 10                | Alena Khamulkina    | Bielorrússia  | 263.20     | 12         | 287.00 | 10    |
| 11                | Alicia Blagg        | Reino Unido   | 295.20     | 6          | 286.50 | 11    |
| 12                | Daniella Nero       | Suécia        | 270.75     | 11         | 265.40 | 12    |
| 13                | Maria Marconi       | Itália        | 252.55     | 13         |        |       |
| 14                | Maxine Eouzan       | França        | 246.85     | 14         |        |       |
| 15                | Anca Serb           | Roménia       | 242.50     | 15         |        |       |
| 16                | Jessica Favre       | Suíça         | 241.35     | 16         |        |       |
| 17                | Marion Farissier    | França        | 240.30     | 17         |        |       |
| 18                | Rocio Velázquez     | Espanha       | 240.00     | 18         |        |       |
| 19                | Flóra Gondos        | Hungria       | 237.30     | 19         |        |       |
| 20                | Kristina Ilinykh    | Rússia        | 230.50     | 20         |        |       |
| 21                | Taina Karvonen      | Finlândia     | 229.25     | 21         |        |       |
| 22                | Ioulianna Banousi   | Grécia        | 222.10     | 22         |        |       |
| 23                | Indrė Girdauskaitė  | Lituânia      | 208.95     | 23         |        |       |
| 24                | Iira Laatunen       | Finlândia     | 194.10     | 24         |        |       |